# Antonio Maria Aprile
Antonio Maria Aprile (Carona, ca. 1500 – Génova, ca. 1550) fue un escultor suizo-italiano del siglo XVI, miembro de una familia de escultores de la que formaban parte su padre Giovanni Aprile y sus dos hermanos, Giovanni Antonio y Pietro Aprile.

## Obra
El 18 de febrero de 1522, recibió el encargo de esculpir un púlpito, junto a Giovanni Angelo Molinari,  para la nueva catedral de Savona. Fadrique Enríquez de Ribera, I marqués de Tarifa e hijo de Pedro Enríquez de Quiñones y Catalina de Ribera, mandó esculpir un sepulcro para sus padres en el Monasterio de Santa María de las Cuevas de Sevilla, la obra fue encargada inicialmente a Pace Gacini, pero al fallecer este en 1522 con el trabajo parcialmente realizado, le encargo su finalización a Antonio Maria Aprile. También para Sevilla realizó trece columnas, dos fuentes ochavadas y la portada de ingreso al palacio conocido como la Casa de Pilatos. Se conserva una de las fuentes que está rematada por una estatua del dios romano Jano. En 1532 se le encargó un sepulcro para los marqueses de Ayamonte, Francisco de Zúñiga y Pérez de Guzmán  y Leonor Manrique de Castro, que realizó junto a Pier Angelo della Scala. Este sepulcro fue colocado en la Iglesia del convento de San Francisco de Sevilla, del que los marqueses eran patrones. Cuando el citado convento fue derruido en 1840, el sepulcro se trasladó a la iglesia del antiguo Monasterio de San Lorenzo de Trasouto en Santiago de Compostela.

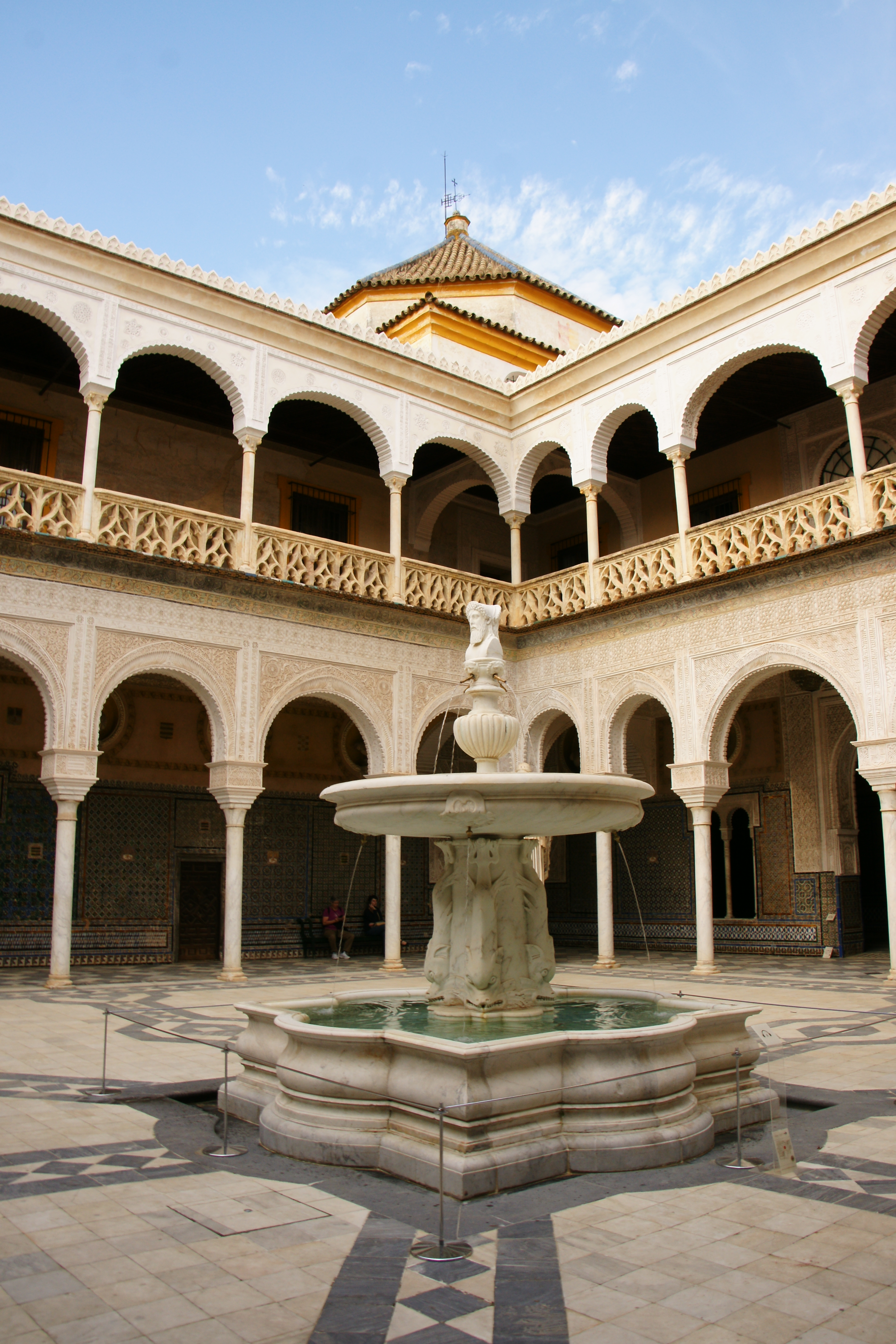